# Pivnice (Serbia)
Pivnice (cyr. Пивнице) – wieś w Serbii, w Wojwodinie, w okręgu południowobackim, w gminie Bačka Palanka. W 2011 roku liczyła 3337 mieszkańców.